# 1846 في الولايات المتحدة
فيما يلي قوائم الأحداث التي وقعت خلال عام 1846 في الولايات المتحدة.

## أحداث
- 24 أبريل – الحرب المكسيكية الأمريكية

## سياسة

### تعيين في المنصب
- 26 فبراير – سام هيوستن عضو مجلس الشيوخ الأمريكي.
- 4 مايو – ديفيد جي بيرنت وزير خارجية تكساس [الإنجليزية]‏.
- 6 مايو – إسحاق توكي حاكم كونيتيكت  [لغات أخرى]‏.
- 17 أكتوبر – ناثان كليفورد نائب عام الولايات المتحدة.
- 25 نوفمبر – جورج ادموند بادجر عضو مجلس الشيوخ الأمريكي.

### انتهاء فترة المنصب
- 1 يناير – جيمس ماكدويل حاكم فرجينيا [الإنجليزية]‏.
- 12 فبراير – ألكسندر موتون حاكم لويزيانا [الإنجليزية]‏.
- 1 يونيو – جيفيرسون ديفيس عضو مجلس النواب الأمريكي.
- 9 سبتمبر – جورج بانكروفت الأمين العام.
- 16 أكتوبر – جون ميسون نائب عام الولايات المتحدة.
- 8 ديسمبر – وليام أيكن حاكم كارولينا الجنوبية [الإنجليزية]‏.
- 31 ديسمبر – سيلاس رايت حاكم نيويورك [الإنجليزية]‏.

## كتب
من الكتب التي صدرت هذه السنة في الولايات المتحدة:
- 26 فبراير – تايبي من تأليف هرمان ملفيل.

## مواليد

### يناير
- 1 يناير – ويليام جرانت
- 29 يناير – اميل هنري لاكومب قاضي من الولايات المتحدة الأمريكية.

### فبراير
- 1 فبراير – غرانفيل ستانلي هال عالم نفس أمريكي.[1]
- 26 فبراير – بافالو بيل[2]

### مارس
- 1 مارس – ميلتون جورج ماثيوز سياسي أمريكي.
- 9 مارس – جورج دوريا هولست[3]
- 10 مارس – إدوارد بيكر لينكون

### مايو
- 16 مايو – ووستر ريد وارنر مهندس أمريكي.[4]

### يونيو
- 3 يونيو – تشارلز توري سيمبسون[5]
- 13 يونيو – روز كليفلاند[6]
- 25 يونيو – يبارون برادفورد كولت سياسي أمريكي.[7]

### يوليو
- 5 يوليو – جوزيف فوراكر سياسي أمريكي.[8]
- 12 يوليو – ديفيد جاردنر تايلر سياسي أمريكي.[9]
- 19 يوليو – إدوارد تشارلز بيكرنج عالم فلك أمريكي.[10]

### أغسطس
- 29 أغسطس – لوقا إدوارد رايت[11]

### سبتمبر
- 4 سبتمبر – دانيال بورنهام[12]
- 16 سبتمبر – سيث كارلو تشاندلر عالم فلك أمريكي.[13]

### أكتوبر
- 6 أكتوبر – جورج ويستينغهاوس[14]
- 26 أكتوبر – لويس بوس عالم فلك أمريكي.[15]

### نوفمبر
- 5 نوفمبر – إدوارد إس هولدن عالم فلك أمريكي.[16]
- 9 نوفمبر – محمد ألكسندر رسل وب[17]
- 22 نوفمبر – كليفتون ر بريكنريدج سياسي أمريكي.[18]

## وفيات

### يناير
- 1 يناير – دانيال ميلر (مواليد 1800) سياسي من الولايات المتحدة الأمريكية.[19]

### فبراير
- 9 فبراير – توماس س. هيند (مواليد 1785)

### مارس
- 25 مارس – وليام لي د. يوينغ (مواليد 1795) سياسي أمريكي.[20]

### أبريل
- 17 أبريل – جيمس فينر (مواليد 1771) سياسي أمريكي.[21]

### مايو
- 6 مايو – ثيوفيلوس جورج سميث (مواليد 1784) سياسي أمريكي.
- 11 مايو – جين هاريسون (مواليد 1804)
- 24 مايو – وليام درايتون (مواليد 1776) سياسي أمريكي.[22]

### سبتمبر
- 2 سبتمبر – دانيال رودني (مواليد 1764) سياسي أمريكي.[23]

### نوفمبر
- 7 نوفمبر – جون ميرفي (مواليد 1786) سياسي أمريكي.
- 12 نوفمبر – وليام فندلي (مواليد 1768) سياسي أمريكي.[24]

### ديسمبر
- 2 ديسمبر – توماس ل هامر (مواليد 1800) سياسي أمريكي.[25]